# Peter Grajciar
Peter Grajciar (* 17. září 1983 Zvolen, Československo) je slovenský fotbalový záložník a bývalý reprezentant, od léta 2017 hráč klubu 1. FK Příbram. Od jara 2023 působí v Kolovči. Mimo Slovensko působil v ČR, Turecku, Gruzii a Polsku.

## Klubová kariéra
S fotbalem začínal v pěti letech v MFK Lokomotíva Zvolen. V roce 2004 přestoupil do prvoligového klubu FC Nitra. Na začátku sezóny 2008/09 podepsal kontrakt se Slavií Praha s platností od roku 2009, načež mu hrozilo přeřazení do rezervního týmu. Vedením obou klubů se ale podařilo dojednat podmínky pro přestup již pro podzimní část sezóny. V sezoně 2008/09 získal se Slavií Praha mistrovský titul a další sezonu se stal stabilním členem základní sestavy týmu. Díky svým výkonům se v roce 2010 dostal do tureckého Konyasporu. Od léta 2011 do zimy 2012 oblékal dres s číslem 37 v českém týmu AC Sparta Praha.

### FC Dinamo Tbilisi
V únoru 2013 přestoupil do gruzínského FC Dinamo Tbilisi, kde podepsal dvouletý kontrakt. S Dinamem vyhrál v sezoně 2012/13 tzv. double, čili první gruzínskou ligu a gruzínský fotbalový pohár.
Před sezonou 2013/14 si vážně poranil koleno a nemohl se tak zúčastnit předkol Evropské ligy 2013/14. Zranění ho vyřadilo ze hry na celý rok.

### FC Graffin Vlašim
Rehabilitoval v Praze a trénoval s juniorkou SK Slavia Praha. V létě 2014 dostal nabídku na rozehrání od českého druholigového klubu FC Graffin Vlašim, kterou přijal. Dohoda zněla na půl roku. Za Vlašim debutoval ve třetím kole Poháru České pošty 2014/15 proti 1. FK Příbram (porážka 0:1).

### Śląsk Wrocław
V prosinci 2014 se dohodl na půlroční smlouvě s možností prodloužení s polským prvoligovým klubem Śląsk Wrocław, kde se setkal s krajanem Róbertem Pichem. V červnu 2015 prodloužil v klubu smlouvu.

### 1. FK Příbram
V létě 2017 se dohodl na kontraktu s druholigovým českým klubem 1. FK Příbram.

### FC Viktoria Plzeň
Od léta 2019 se dohodl na působení ve Viktorii Plzeň. Jako hrající asistent trenéra Pavla Horvátha byl zkušeným hráčem, který pomáhal předávat zkušenosti mladým klukům v ČFL. V klubu skončil v roce 2020.

### AFK Slivenec
Od roku 2020 začal hrát za AFK Slivenec 1.A třídu skupiny B, pražského přeboru. Působil zde do roku 2021.

### TJ Slavoj Koloveč
Od roku 2023 nastupuje za tým z plzeňského přeboru I.B třídu skupina A. V rámci Kopeme za fotbal se postavil proti bývalému zaměstnavateli FC Viktoria Plzeň dne 21.6.2023, kdy vstřelil 2 góly. Utkání ale skončilo exhibičně ve prospěch Viktorie Plzeň 2:14.

## Reprezentační kariéra
První reprezentační start v A-mužstvu Slovenska si odbyl 16. října 2007 v druhé půli přátelského zápasu Slovenska proti domácímu Chorvatsku, Slovensko podlehlo soupeři 0:3. První reprezentační trefu zaznamenal 17. listopadu 2010 v domácím přátelském střetnutí proti Bosně a Hercegovině, v 63. minutě upravoval stav na konečných 2:3 (prohra Slovenska). Celkem nastoupil v letech 2007–2011 ke třem reprezentačním startům (po jednom v letech 2007, 2010 a 2011).

### Reprezentační zápasy a góly
Zápasy Petera Grajciara v A-mužstvu Slovenska 
| Rok    | Zápasy | Góly |
| ------ | ------ | ---- |
| 2007   | 1      | 0    |
| 2008   | 0      | 0    |
| 2009   | 0      | 0    |
| 2010   | 1      | 1    |
| 2011   | 1      | 0    |
| Celkem | 3      | 1    |

### Reprezentační góly
Góly Petera Grajciara za A-mužstvo Slovenska
| Gól | Datum        | Stadion                             | Soupeř              | Skóre (min.) | Výsledek | Soutěž          |
| --- | ------------ | ----------------------------------- | ------------------- | ------------ | -------- | --------------- |
| 010 | 17. 11. 2010 | Tehelné pole, Bratislava, Slovensko | Bosna a Hercegovina | 02:3 0(63.)  | 2:3      | přátelský zápas |